# 恶魔少爷别吻我
《恶魔少爷别吻我》是一部改编自锦夏末同名小说，2016年制作的网络剧。由腾讯视频、芭乐传媒、企鵝影視出品，导演尚涛执导，并且由李宏毅、邢菲、张炯敏、符龙飞、路婧绮（晓凡）、李岑奕、张晓唯、杨之楹等演员主演。该剧将采取季播模式，分两季播出，腾讯视频VIP会员抢先看。第一季已于2017年1月9日腾讯视频首播，第二季将于2017年3月8日播出。

## 播放時間及平台

### 首播
| 頻道     | 所在地 | 首播日期             | 备注                                                             |
| -------- | ------ | -------------------- | ---------------------------------------------------------------- |
| 腾讯视频 | 中国   | 第一季：2017年1月9日 | 腾讯视频VIP会员：全季抢先看 非会员：每周一至五20：00更新一集     |
| 腾讯视频 | 中国   | 第二季：2017年3月8日 | 腾讯视频VIP会员：会员抢先看一周 非会员：每周二至五20：00更新一集 |

## 演員表
| 演員           | 角色     | 简介 |
| 李宏毅         | 韩七录   | 韩氏集团继承人 韩家少爷，安初夏口中的“恶魔少爷”，斯蒂兰学院校草人物亦是“大魔王”之一。 成绩优越，就读A班。 患有与女生接吻会过敏的怪病，初夏是唯一一个与自己接吻却不会导致自己过敏的例外。 人人都知道向蔓葵是其心中不可触及的地雷。 本视初夏为极度厌烦人物，各种欺凌却因相处中不自觉暗生情愫而越来越在意这个很普通又固执的她。                                                                                              |
| 邢菲           | 安初夏   | B班班长 猫耳朵胡同的“大姐大”，自幼与母亲住在猫耳朵胡同，相依为命，江河親生女兒，莫昕薇的姐姐。 为人固执、永不服输，爱打抱不平，成绩优越却因家境问题休学。 不擅长唱歌与球类运动。 一次意外让母亲意外丧命，与韩七录也因母亲的关系从此生活中有了交集。 以韩七录未婚妻身份进入斯蒂兰学院读书，曾经听信莫昕薇的话，认为自己是向蔓葵的影子，也因此特意回避韩七录两次告白。 与韩七录本是互看厌恶的关系却因相处中不自觉暗生情愫。 |
| 张炯敏         | 凌寒羽   | 富家公子 为人温暖，是韩七录的好兄弟，与其就读A班，两人总是形影不离。 喜欢安初夏，曾在韩七录各种针对其的时候，胳膊肘往外拐的帮助她。 |
| 路婧绮(晓凡)   | 萌小男   | 台商子女 安初夏的闺蜜，与其就读B班。 为人仗义，喜欢嘟嘴，喜欢花痴帅哥。 在初夏被欺负的时候，第一时间为其挺身而出。 初期各种花痴凌寒羽直到江辰川的出现。 |
| 符龙飞         | 江辰川   | 江氏集团继承人 家中独子，就读于B班 与安初夏不打不相识，喜欢初夏，多次提起要从韩七录手中赎回她。 父亲是江海，是莫昕薇的堂哥。 |
| 孙安可(张晓唯) | 莫昕薇   | 富家女 为人嚣张跋扈，表里不一、深爱韩七录。 就读于A班，自知七录心中一直未忘向蔓葵却不曾想过安初夏的出现对自己造成巨大的威胁。 不惜各种手段对付安初夏。 父亲是江河，但却跟随母亲的姓氏，是江辰川的堂妹，安初夏的妹妹。 |
| 柏程俊         | 高干     | 家族企业继承人 就读于A班，斯蒂兰学院“大魔王”之一，长期各种欺压汪健仁。 爱慕小雪十年，总被安初夏教训却不敢正面为难她，所以不惜暗地里各种刁难她。 |
| 杨之楹         | 向蔓葵   | 韩七录青梅竹马恋人 当年因利益关系不惜离开韩七录，是他心里永远的痛。 与安初夏各种相似，在韩七录已逐渐放下过去的时候回归... |
| 郝陽           | 姜圆圆   | 韩氏集团的董事长夫人 七录和初夏口中的“圆圆姐”。 因丈夫的关系与安家有了交集，后答应安母收养初夏，认定初夏是韩家的准儿媳妇。 常常是七录和初夏的神助攻，闹出各种笑料。 十分疼爱初夏，在七录欺负她的时候，处处维护她。 |
| 屈中恒         | 韩六海   | 韩氏集团的董事长 在急需肾源的时候得到安母的肾脏，从此安初夏和韩家就有了交集。 |
| 李岑奕         | 疯少     | 安初夏的青梅竹马，在猫耳朵胡同的好兄弟。 喜欢安初夏，在她需要帮助的时候挺身而出。 |
| 李郁曈         | 丸子     | 莫昕薇的小跟班，就读于A班，与其联手各种对付安初夏。 |
| 崔宇           | 汪健仁   | B班同学 长期遭受高干的欺压。 |
| 冯筱童         | 友田     | B班代班导师 因马建国受伤而代班担任B班导师，个性懦弱，是个出色的画家，喜欢玛俐亚。 |
| 孟凯文         | 玛俐亚   | 医务室老师 本名刘桂芬 喜欢友田。 |
| 白薇           | 明月     | B班同学 |
| 卢佳           | 彩霞     | B班同学 |
| 古宇阳         | 马建国   | B班导师 曾经各种刁难安初夏。 |
| 吴志奇         | 韩管家   | 韩家管家 |
| 齐云龙         | 校长     | 斯蒂兰学院校长 |
| 崔可法         | 凌老爷子 | 凌寒羽爷爷 |
| 陈宁           | 江河     | 莫昕薇父亲 安初夏父親 |

## 電視原聲帶

### 第一季
| 歌名                       | 作词         | 作曲   | 演唱             | 备注   |
| Hi 亲                      | 李三木、刘佳 | 刘佳   | 十二星宿风之少年 | 片头曲 |
| 我会永远爱坐在我对面的男生 | 申名利       | 吴梦奇 | 邢菲             | 片尾曲 |
| 暗算                       | 吴梦奇       | 吴梦奇 | 牛駿峰           | 插曲   |
| 晴                         | 汪苏泷       | 汪苏泷 | 汪苏泷           | 插曲   |
| 人海                       | 刘家泽       | 小峰峰 | 海鸣威           | 插曲   |

### 第二季
| 歌名                       | 作词         | 作曲   | 演唱             | 备注   |
| 恶魔的爱                   | 李明霖       | 李明霖 | 李宏毅、李明霖   | 主题曲 |
| 独特                       | 李明霖       | 李明霖 | 李宏毅           | 片尾曲 |
| 从前从前                   | 刘颜嘉       | 刘颜嘉 | 刘颜嘉           | 插曲   |
| 顺其自然                   | 李润祺       | 李润祺 | 李润祺           | 插曲   |
| 晴                         | 汪苏泷       | 汪苏泷 | 汪苏泷           | 插曲   |
| 人海                       | 刘家泽       | 小峰峰 | 海鸣威           | 插曲   |
| Hi 亲                      | 李三木、刘佳 | 刘佳   | 十二星宿风之少年 | 插曲   |
| 我会永远爱坐在我对面的男生 | 申名利       | 吴梦奇 | 邢菲             | 插曲   |

## 廣告
| 名稱             | 備注                               |
| FREE飞纯棉卫生棉 | 李宏毅、邢菲参与拍摄，植入在剧中。 |

## 宣傳活動
| 活动日期     | 活動                               | 出席演員                                   |
| 2017年3月8日 | 腾讯视频老公展之《恶魔少爷别吻我》 | 李宏毅、邢菲、张炯敏、符龙飞、晓凡、李岑奕 |